# دیزان (بوئین‌زهرا)
دیزان (بوئین‌زهرا)، روستایی از توابع بخش دشتابی شهرستان بوئین‌زهرا در استان قزوین ایران است که قبل از تقسیمات کشوری در سال ۱۳۷۶ جزء شهرستان تاکستان استان زنجان  به حساب می آمد و  فامیل های درویش حسینی از اولین و قدیمی ترین ساکنان این روستا میباشند و درآمد اکثریت مردم روستا از تولید کشمش میباشد.

## جمعیت
این روستا در دهستان دشتابی غربی قرار دارد و براساس سرشماری مرکز آمار ایران در سال ۱۳۸۵، جمعیت آن ۳۹۳ نفر (۱۰۲خانوار) بوده‌است.